# Riksväg 226
Riksväg 226 (norska: Riksvei 226) är en riksväg i Lillestrøms kommun i Akershus fylke i sydöstra Norge som går mellan riksväg 22 vid Kjeller och Europaväg 6 vid Skedsmovollen. Vägen är 4,0 kilometer lång och asfalterad.

## Anslutningar
Riksväg 226 ansluter till:
- Riksväg 22 (vid Kjeller)
- Europaväg 6 (vid Skedsmovollen)
- Fylkesväg 120 (vid Skedsmovollen)